# Destination Uruapan
Destination Uruapan est un roman d'aventures de Philippe Ébly. 
Édité pour la première fois en 1971 dans la Bibliothèque verte, ce premier roman de la série Les Conquérants de l'impossible ne relève pas du registre de la science-fiction, contrairement aux autres romans de la série.
Le récit évoque les aventures de trois adolescents au Mexique, dont l'un, Serge Daspremont, sera l'un des héros récurrents.

## Résumé
- Mise en place de l'intrigue (chapitres 1 et 2)

Dans le petit aéroport de Champaign aux États-Unis, alors qu'ils attendent une correspondance aérienne pour Chicago, Serge Daspremont et deux frères, Raoul et Marc Forestier, sont les témoins d'un vol de diamants. L'un des voleurs, voulant se débarrasser de ces témoins gênants, se fait passer pour un policier et les invite à monter dans sa voiture. Plus tard, les bandits font boire un puissant narcotique aux jeunes gens, qui s'endorment immédiatement.
- Aventures au Mexique (chapitres 3 à 17)

Serge, Raoul et Marc se retrouvent en plein désert. Les deux premiers jours, ils pensent avoir été abandonnés dans le désert américain, puis doivent déchanter : ils ont été abandonnés en plein Désert de Sonora au Mexique.
Les jeunes gens parviennent malgré tout à regagner un petit village, où ils rencontrent Xolotl, un adolescent de leur âge, qui déclare être en mesure de les guider jusqu'à Uruapan, la grande ville la plus proche. 
- Dénouement (chapitres 18 et 19)

## Les différentes éditions

### En France
- 1971 - Hachette, Bibliothèque verte, cartonné. Texte original. Illustré par Yvon Le Gall.
- 1978 - Hachette, Bibliothèque verte, cartonné. Texte original. Illustré par Yvon Le Gall.
- 1981 - Hachette, Bibliothèque verte, cartonné. Texte original. Illustré par Yvon Le Gall.
- 1983 - Hachette, Bibliothèque verte, cartonné (série hachurée). Texte original. Illustré par Yvon Le Gall.
- 1988 - Hachette, Bibliothèque verte souple. Texte révisé. Couverture de Richard Martens.
- 1995 - Hachette, Bibliothèque verte, poche. Texte révisé. Couverture d'Erik Juszezak.

### À l'étranger
- 1975 - Asahi (japonais : Uruapan ni shinro o toru - Trouver la route d'Uruapan). Traduction japonaise de Shigeru Oikawa.
- 1976 - Kapelusz Colección Iridium (espagnol : Destino Uruapan - Destination Uruapan). Illustré par Yvon Le Gall.
- 1978 - Herold-Spectrum, München (allemand : Weit war der Weg mit dir, Indio - Longue fut la route avec toi, l'Indien)

## Autour du roman
- Dans le roman, le héros Serge Daspremont rencontre pour la première fois Xolotl, un jeune indien orphelin, qu'il fera adopter par son père. Ce n'est que dans le roman suivant (Celui qui revenait de loin) qu'ils seront rejoints par Thibaut de Châlus pour former le trio des « Conquérants de l'impossible ».
- Destination Uruapan est un roman de mondes perdus ; l'aspect fantastique ou SF en est absent.
- Le roman, jugé trop long pour le jeune lecteur, a été raccourci de manière importante lors de ses dernières éditions.[réf. nécessaire]